# Liste der Herrscher namens Hugo
Hugo hießen folgende Herrscher

## Hugo
- Hugo (Elsass), Herzog des Elsass († 895?)
- Hugo der Große, Herzog von Burgund und Aquitanien (895?–956)
- Hugo der Schwarze, Herzog von Burgund († 952)
- Hugo von Tuszien (Hugo der Große; um 945–1001), ab 970 Markgraf von Tuszien
- Hugo von Ibelin Herr von Ibelin und Ramla († um 1170)
- Hugo (Tours), Graf von Tours (780?–837)
- Hugo (I.) von Vermandois, Graf von Vermandois (1057–1101)
- Hugh of Montgomery, Graf von Shrewsbury († 1098)
- Hugh d’Avranches, Graf von Chester († 1101)
- Hugh Bigod, Graf von Norfolk (1095–1177)
- Hugh de Kevelioc, 3. Earl of Chester (1147–1181),
- Hugh le Despencer, Baron le Despencer (1223–1265)
- Hugh le Despenser, Earl of Winchester, Graf von Winchester (1262–1326)

## Hugo I.
- Hugo I. (Italien), König von Italien und Niederburgund (926–946)
- Hugo I. (Frankreich), König von Frankreich (941–996)
- Hugo I. (Zypern), König von Zypern (1195–1218)
- Hugo I. (Burgund), Herzog von Burgund (1057–1093)
- Hugo I. (Champagne), Graf von Troyes († 1126)
- Hugo I. Embriaco oder Hugo I. von Gibelet († um 1135), genuesischer Admiral und der erste Herr von Gibelet in der Grafschaft Tripolis
- Hugo I. (Tübingen), Pfalzgraf von Tübingen (1146–1152)
- Hugo I. von Tübingen-Montfort, Pfalzgraf von Montfort
- Hugo I. (Lusignan) (10. Jahrhundert)
- Hugo I. von Jaffa (Hugo I. von Le Puiset-Jaffa), Graf von Jaffa († 1118)
- Hugo I. (Vaudémont) († 1155), Graf von Vaudémont
- Hugo I. (Ponthieu) († um 1000), Herr des Ponthieu und Stammvater des Hauses Ponthieu

- Hugo I. (Jerusalem) ist: Hugo III. (Zypern)
- Hugo I. (Blois) ist: Hugo V. von Châtillon

## Hugo II.
- Hugo (II.), französischer Mitkönig (1017–1025)
- Hugo II. (Zypern), König von Zypern (1253–1267)
- Hugo II. (Burgund), Herzog (1103–1142)
- Hugo II. Embriaco oder Hugo II. von Gibelet (* vor 1157; † zwischen 1179 und 1184), Herr von Gibelet in der Grafschaft Tripolis
- Hugo II. von Le Puiset-Jaffa, Graf von Jaffa (1118–1134)
- Hugo II. (Tübingen), Pfalzgraf von Tübingen (1153–1182)
- Hugo II., Abt von Cluny (?–1122)
- Hugo II. (Ponthieu) († 1052), Graf von Ponthieu
- Hugo II. (Vaudémont) (* um 1167; † 1242), Graf von Vaudémont
- Hugo II. von Saint-Omer (Hugo II. von Tiberias; † 1204), Titularfürst von Galiläa
- Hugo II. (St. Pol) (Hugo II. Candavène, franz.: Hugues II de Campdavaine; † wohl nach 1119), Graf von Saint-Pol
- Hugo II. (Vaudémont) (* um 1167; † 1242), Graf von Vaudémont

- Hugo II. (Jerusalem) ist: Hugo IV. (Zypern)

## Hugo III.
- Hugo III. (Zypern), König von Zypern (1235?–1284)
- Hugo III. (Burgund), Herzog (1162–1192)
- Hugo III. (St. Pol) (Hugo III. Candavène; franz.: Hugues III de Campdavaine, † 1145 oder später), Graf von Saint-Pol
- Hugo III. (Châtellerault)
- Hugo III. Embriaco oder Hugo III. von Gibelet, genannt der Hinkende („le Boiteux“; * vor 1164; † um 1196), Herr von Gibelet in der Grafschaft Tripolis

## Hugo IV.
- Hugo IV. (Zypern), König von Zypern (1294–1359)
- Hugo IV. (Burgund), Herzog von Burgund (1212–1272), Titularkönig von Thessaloniki
- Hugo IV. (Maine), Graf von Maine
- Hugo IV. (St. Pol), Graf

## Hugo V.
- Hugo V. von Tübingen (* 1259; † 1277), Pfalzgraf von Tübingen
- Hugo V. (Burgund), Herzog von Burgund (1294–1315), Titularkönig von Thessaloniki
- Hugo V. (Maine), Graf von Maine (1069–1131)
- Hugo V. von Lusignan
- Hugo VI. von Lusignan
- Hugo VII. von Lusignan
- Hugo VIII. von Lusignan
- Hugo IX. von Lusignan
- Hugo X. von Lusignan
- Hugo XI. von Lusignan
- Hugo XII. von Lusignan
- Hugo XIII. von Lusignan

## Kirchliche Herrscher
- Hugo von Champagne († 730), Bischof von Paris, Rouen sowie Bayeux
- Hugo (Würzburg), von 983 bis 990 Bischof von Würzburg
- Hugo von Genf († 1020), Bischof von Genf
- Hugo von Burgund († 1037), von 1018 bis 1037 Bischof von Lausanne
- Hugo Abbas († 886), Abt, Graf von Auxerre
- Hugo I. (Zeitz), Bischof von Zeitz (Dezember 968 – 979)
- Hugo II. (Zeitz), Bischof von Zeitz (991 – 1002)
- Hugo II. (Berchtesgaden), von 1201 bis 1210 Propst des Klosterstifts Berchtesgaden
- Hugo I. (Berchtesgaden), Fürstpropst
- Hugo von Bonnevaux (* um 1120; † um 1194), Abt des Zisterzienserordens
- Hugo von Cluny der Große (1024–1109), Abt in Cluny
- Hugo von Grenoble (1053–1132), Bischof von Grenoble
- Hugo von Sponheim († 1137), Erzbischof von Köln
- Hugo von Verden († 1180), von 1167 bis 1180 Bischof von Verden
- Hugo von Chalon (Bischof) (* um 1260; † 1312), von 1295 bis 1301 Bischof von Lüttich und von 1301 bis 1312 Erzbischof von Besançon
- Hugues Aycelin († 1297), Kardinal
- Hugo von Hohenlandenberg (Hugo von Konstanz; 1457–1532), Fürstbischof von Konstanz
- Hugo von Segni = Papst Gregor IX.
- Damian Hugo Philipp von Schönborn-Buchheim (1676–1743), Fürstbischof von Speyer und Konstanz

## Nicht zugeordnet
- Hugo de Prato Florido (15. Jahrhundert), Theologe, Verfasser von Musterpredigten
- Hugo von Payns (1080? – 1136), Gründer des Templerordens
- Hugo von St. Viktor (1097–1141), Theologe, möglicherweise Abt von St. Viktor